# Aurel Țicleanu
Aurel Țicleanu (Teliucu Inferior, 20 gennaio 1959) è un allenatore di calcio ed ex calciatore rumeno, di ruolo centrocampista.

## Palmarès

### Giocatore

#### Club

##### Competizioni nazionali
- Campionato rumeno: 2

Univ. Craiova: 1979-1980, 1980-1981
- Coppa di Romania: 4

Univ. Craiova: 1976-1977, 1977-1978, 1980-1981, 1982-1983

##### Nazionale
- Coppa dei Balcani per nazioni: 1

1980

### Allenatore

#### Club

##### Competizioni nazionali
- Coppa d'Albania: 1

Dinamo Tirana: 2003-2004